# Босния и Герцеговина на «Евровидении-2008»
Босния и Герцеговина на «Евровидении-2008» была представлена рок-музыкантом Эльвиром «Лакой» Лаковичем с песней «Pokušaj» (босн. Попробуй). В номере выступала также его младшая сестра Мирела. Лака занял 10-е место.

## Исполнитель
Эльвир Лакович родился 15 марта 1969 года в Горажде. Свою первую песню «Razocaro» Лака записал в 1998 году, с ней он занял первое место на местном фестивале и получил право на студийную запись песни. С этой песни началась его карьера. Он выпускал по песне в год. В 2003 году за композицию «Ja Sam Moro» он получает приз «Лучшая рок-песня года». В 2004 едет в США, пытается создать группу. С неудачей он возвращается в Боснию и в 2007 записывает свой первый альбом «Zec» («Заяц»). Автор слов и музыки к конкурсной песне — он сам.
Мирела — сестра Лаки, которая по настоянию брата также в детстве занималась музыкой: играет на фортепиано и на гитаре. Училась на литературном отделении в университете, позднее занялась профессиональной музыкальной карьерой. На концертах часто выступает в экстравагантных образах.

## Национальный отбор
В Боснии и Герцеговине состоялся закрытый национальный отбор, в ходе которого жюри из 7 человек рассмотрело более 50 заявок. Среди членов жюри были певица Весна Андре-Заимович (участница Евровидения-1999 от Боснии), пиар-менеджер Майя Ценгич и руководитель боснийской делегации Деян Кукрич. Заявки принимались до 20 декабря 2007. 27 декабря жюри сократило число заявок до 31, а 2 марта 2008 года была представлена песня и исполнитель — рок-музыкант Эльвир Лакович. С его слов, он предварительно сообщил комитету о том, что не хотел бы исполнять что-нибудь в стиле турбо-фолк, не характерном для собственного творчества. Жюри пошло навстречу Лаковичу и одобрило его кандидатуру, рассчитывая с помощью неординарного номера нарушить традицию отправлять на конкурс представителей народной музыки.

## Выступление
Лака выступал в традиционной для себя одежде, купленной в секонд-хэнде: в номере использовался, по выражению некоторых музыкальных критиков, «образ умалишённого». Для выступления были приглашены также четыре бэк-вокалистки, выступавшие в номере в свадебных платьях. В канун конкурса Лака заявил, что победить он может, только если «политика будет на стороне Боснии и Герцеговины»: по его мнению, побеждает на Евровидении обычно страна, «у которой есть какая-нибудь проблема».
Русскоязычный интернет-проект «Евровидение-Казахстан» в канун конкурса оценивал всех исполнителей, выставляя им по 10-балльной системе оценки за инструментальную композицию, текст песни и вокальные данные. Автор сайта Андрей Михеев отметил оригинальный вокал Лаки и признал «в принципе выдержанным» образ умалишённого, в котором Лаки исполнял песню:

- Музыка: Мда. 7/10
- Текст: Интересно, что песня-то про любовь, хоть и в смеси с эволюционными теориями. 8/10
- Вокал: Ну... оригинален, как минимум. 9/10
- Итог: Образ умалишённого в принципе выдержан, высказать какие-то претензии достаточно сложно. 8/10

Председатель российского фан-клуба OGAE Антон Кулаков отнёс песню к стёб-трекам, поставив высшую оценку тексту песни, но назвал шансы песни «очень туманными». Им были выставлены следующие оценки:

- Музыка: Странная музыкальная тема. Очень странная. 7/10
- Текст: Это просто лучшее, что есть в песне. Фишка про балкон и прочие штучки. 10/10
- Вокал: Вполне достаточные для стёб-трека. 7/10
- Итог: Шансы ооочень туманны, на Балканах стёб почему то не принимают особо. 6/10

В полуфинале Лака оказался на 9-м месте и с 72 баллами вышел в финал, а в финале набрал 110 баллов и занял 10-е место.
Комментировал конкурс на телеканале BHT 1 Деян Кукрич. Голоса Боснии и Герцеговины объявляла Мелина Гарибович.

## Голосования

### Голоса от Боснии и Герцеговины
| 12 баллов | Черногория  |
| 10 баллов | Словения    |
| 8 баллов  | Греция      |
| 7 баллов  | Россия      |
| 6 баллов  | Армения     |
| 5 баллов  | Израиль     |
| 4 балла   | Норвегия    |
| 3 балла   | Азербайджан |
| 2 балла   | Ирландия    |
| 1 балл    | Финляндия   |

| 12 баллов | Сербия   |
| 10 баллов | Хорватия |
| 8 баллов  | Турция   |
| 7 баллов  | Греция   |
| 6 баллов  | Армения  |
| 5 баллов  | Израиль  |
| 4 балла   | Россия   |
| 3 балла   | Украина  |
| 2 балла   | Норвегия |
| 1 балл    | Албания  |

### Голоса за Боснию и Герцеговину
| 12 баллов                          | 10 баллов     | 8 баллов    | 7 баллов                | 6 баллов   |
| ---------------------------------- | ------------- | ----------- | ----------------------- | ---------- |
| - Черногория - Норвегия - Словения |               | - Финляндия | - Германия - Нидерланды | - Молдавия |
| 5 баллов                           | 4 балла       | 3 балла     | 2 балла                 | 1 балл     |
|                                    | - Азербайджан | - Ирландия  |                         | - Эстония  |

| 12 баллов              | 10 баллов                                   | 8 баллов      | 7 баллов                     | 6 баллов             |
| ---------------------- | ------------------------------------------- | ------------- | ---------------------------- | -------------------- |
| - Хорватия - Сербия    | - Черногория - Норвегия - Словения - Швеция |               | - Нидерланды - Швейцария     | - Финляндия - Турция |
| 5 баллов               | 4 балла                                     | 3 балла       | 2 балла                      | 1 балл               |
| - Германия - Македония |                                             | - Азербайджан | - Дания - Франция - Ирландия | - Чехия              |